# Joanna Rowsell-Shand
Joanna Rowsell-Shand, geb. Rowsell, MBE (* 5. Dezember 1988 in Sutton) ist eine ehemalige britische Radsportlerin. Sie ist zweifache Olympiasiegerin. Sie wurde fünfmal Weltmeisterin, viermal Europameisterin und errang einmal Gold bei Commonwealth Games.

## Sportlicher Werdegang
Ihren ersten großen internationalen Erfolg hatte Joanna Rowsell 2008, als sie bei den Bahn-Weltmeisterschaften in Manchester erstmals Weltmeisterin in der Mannschaftsverfolgung wurde (mit Wendy Houvenaghel und Rebecca Romero). 2008 wurde sie Europameisterin in der Mannschaftsverfolgung.
2009 wurde Joanna Rowsell zum zweiten Mal Weltmeisterin in der Mannschaftsverfolgung (mit Wendy Houvenaghel und Elizabeth Armitstead) und 2012 zum dritten Mal, mit Danielle King und Laura Trott. In derselben Zusammensetzung errangen die Britinnen bei den Olympischen Spielen 2012 in London die Goldmedaille, wobei sie an einem Tag zweimal ihren eigenen Weltrekord verbesserten, den sie im April 2012 bei der Bahn-WM in Melbourne aufgestellt hatten.
2016 wurde Rowsell-Shand für die Teilnahme an den Olympischen Spielen in Rio de Janeiro nominiert. Gemeinsam mit Katie Archibald, Elinor Barker und Ciara Horne wurde sie Olympiasiegerin in der Mannschaftsverfolgung. Im März des folgenden Jahres erklärte sie ihren Rücktritt vom aktiven Radsport; sie wolle künftig als Trainerin arbeiten.

## Privates
In einem Interview sagte Rowsell, sie habe in der Schule allein deshalb mit dem Radsport begonnen, weil dann Mathematik-Stunden ausgefallen seien. Die Sportlerin leidet unter kreisrundem Haarausfall und ist nahezu kahlköpfig. Rowsell gab an, dass sie jahrelang Perücken getragen habe. Durch den Radsport habe sie aber so viel Selbstbewusstsein gewonnen, dass sie ihre Blöße nicht mehr verstecke. Sie engagiert sich als Botschafterin des Verbandes Alopecia UK.
Joanna Rowsell ist eine ältere Schwester des Radrennfahrers Erick Rowsell. Im Mai 2015 heiratete sie den ehemaligen Radsportler Daniel Shand und trägt seitdem den Doppelnamen Rowsell-Shand.
Nach ihrem Rücktritt nahm Joanna Rowsell-Shand ein Studium der Medizin auf.

## Ehrungen
Joanna Rowsell wurde mit der Aufnahme in die Hall of Fame des europäischen Radsportverbandes Union Européenne de Cyclisme geehrt. Im Januar 2013 wurde sie mit dem Order of the British Empire ausgezeichnet.

## Erfolge

### Bahn
2008

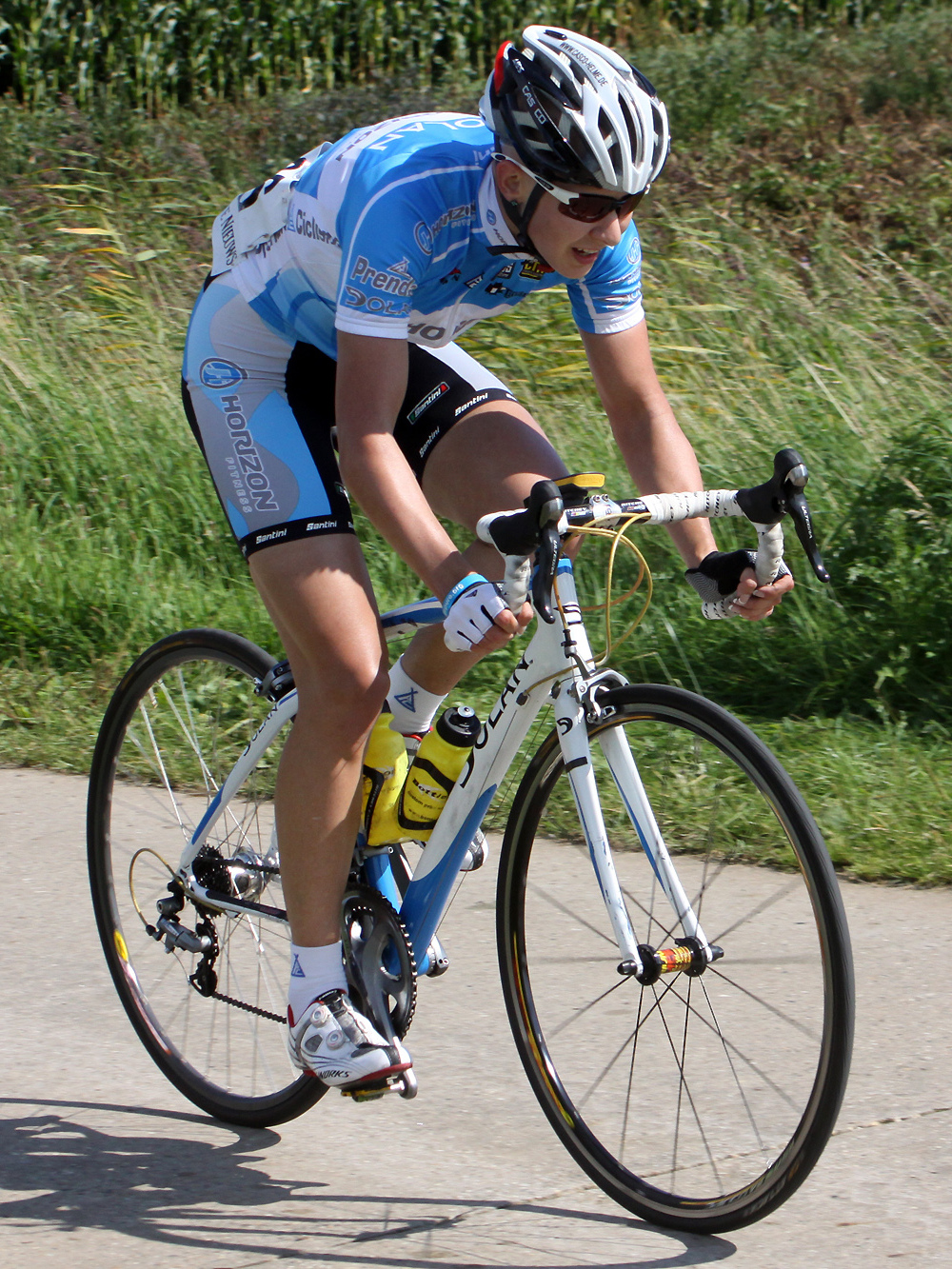
Joanna Rowsell (2011)

- Weltmeisterin Mannschaftsverfolgung (mit Wendy Houvenaghel und Rebecca Romero)
- UEC-Bahn-Europameisterschaften (U23) – Mannschaftsverfolgung (mit Elizabeth Armitstead und Katie Colclough)

2009
- Weltmeisterin – Mannschaftsverfolgung (mit Wendy Houvenaghel und Elizabeth Armitstead)
- Bahnrad-Weltcup 2008/09 Gesamtwertung Einerverfolgung
- Bahnrad-Weltcup 2008/09 Gesamtwertung Mannschaftsverfolgung

2010
- Bahn-Weltmeisterschaften – Mannschaftsverfolgung (mit Wendy Houvenaghel und Elizabeth Armitstead)

2011
- Europameisterin – Mannschaftsverfolgung (mit Danielle King und Laura Trott)
- Britische Meisterin – Einerverfolgung

2012
- Olympiasieger – Mannschaftsverfolgung (mit Danielle King und Laura Trott)
- Weltmeister – Mannschaftsverfolgung (mit Danielle King und Laura Trott)

2014
- Weltmeister – Einerverfolgung, Mannschaftsverfolgung (mit Laura Trott, Katie Archibald und Elinor Barker)
- Commonwealth Games – Einerverfolgung
- Britische Meisterin – Mannschaftsverfolgung (mit Elinor Barker, Danielle King und Laura Trott)

2015
- Europameisterin – Mannschaftsverfolgung (mit Laura Trott, Katie Archibald und Elinor Barker)
- Britische Meisterin – Mannschaftsverfolgung (mit Katie Archibald, Ciara Horne und Sarah Storey)

2016
- Olympiasiegerin – Mannschaftsverfolgung (mit Katie Archibald, Elinor Barker und Laura Trott)

### Straße
2013
- Britische Meisterin – Einzelzeitfahren

## Teams
- 2007 Global Racing Team
- 2008 Halfords Bikehut
- 2013 Wiggle Honda
- 2014 Wiggle Honda
- 2016 Podium Ambition Pro Cycling p/b Club la Santa